# St. Laurentius (Büsdorf)

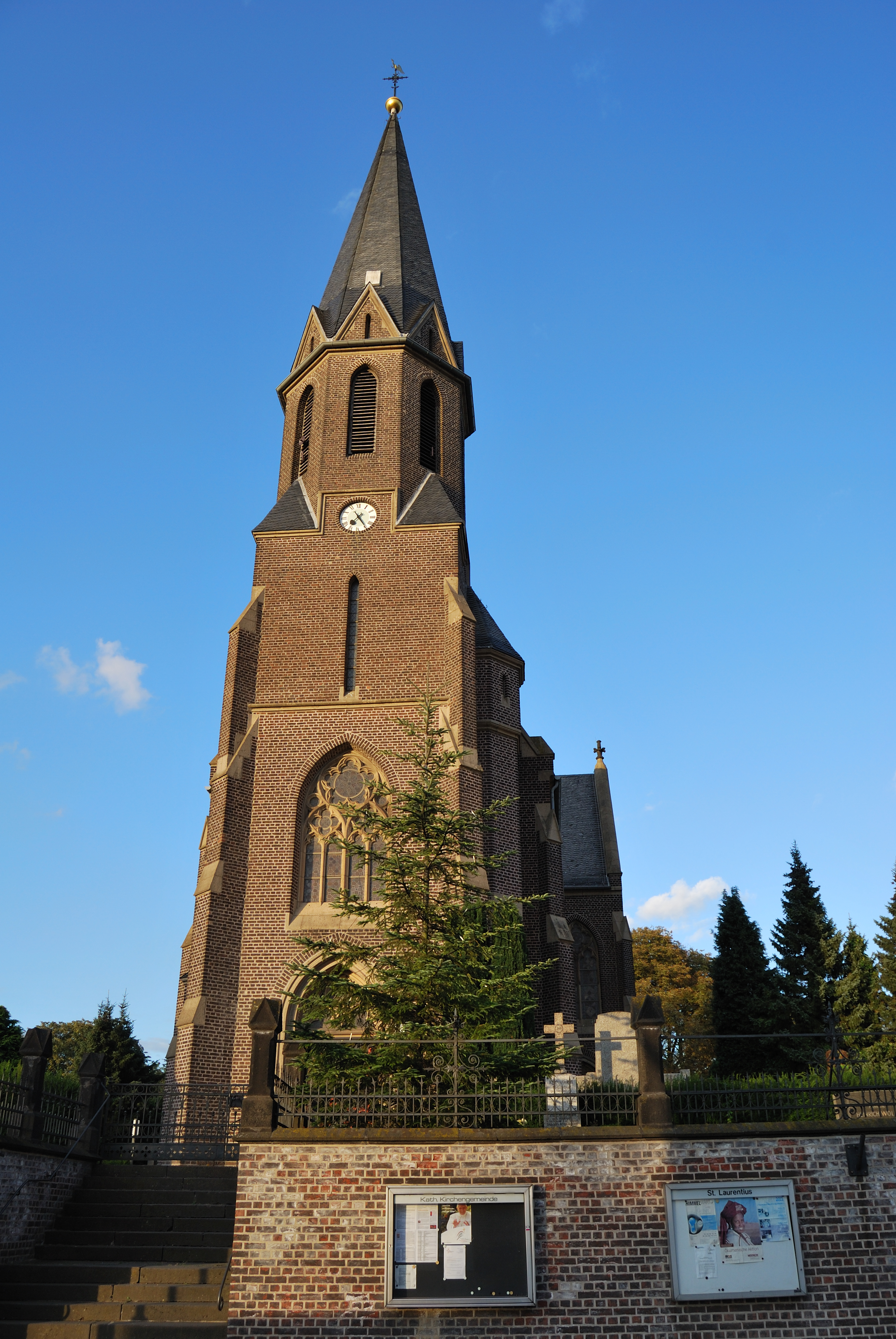
Pfarrkirche St. Laurentius

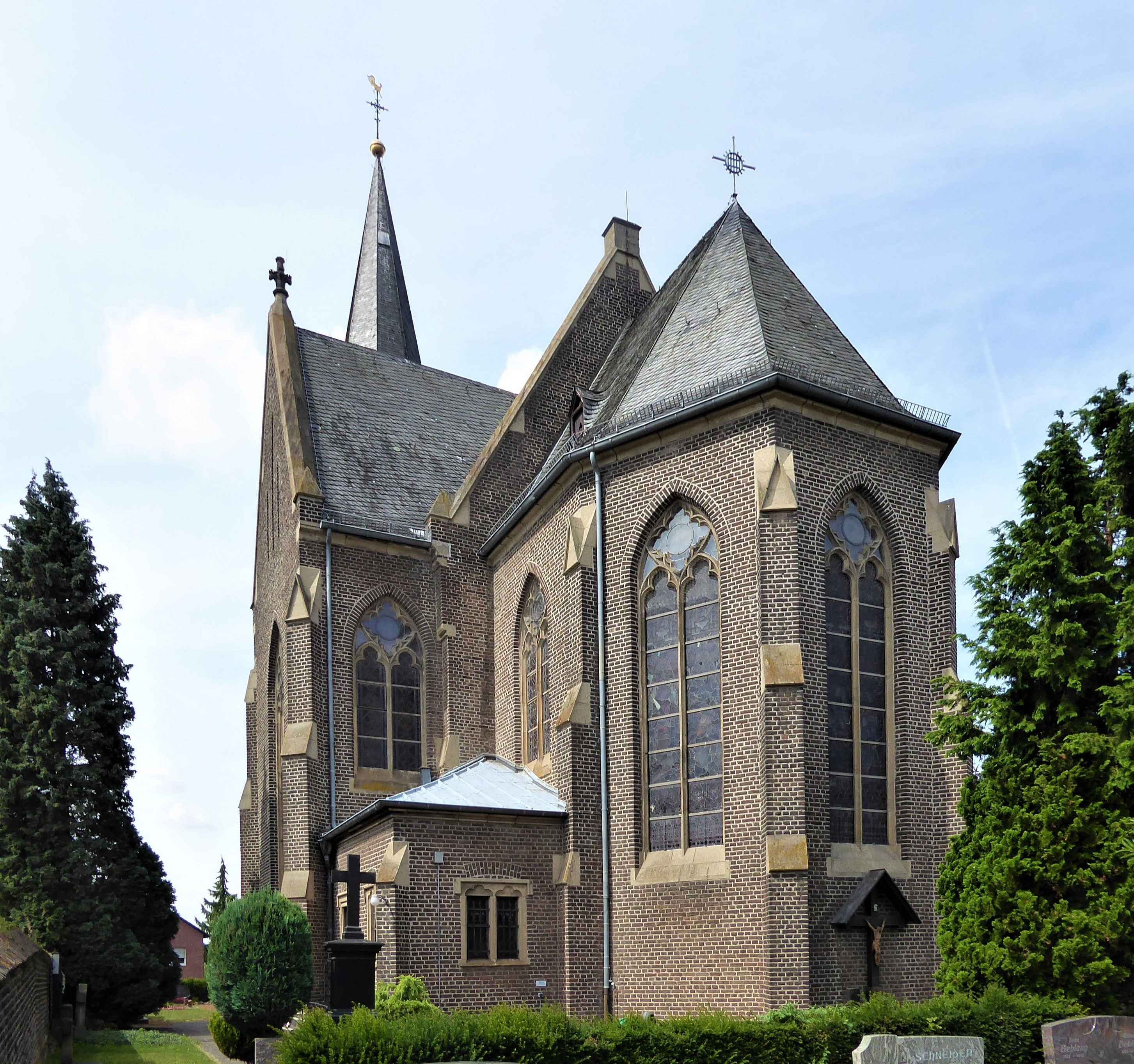
Außenansicht

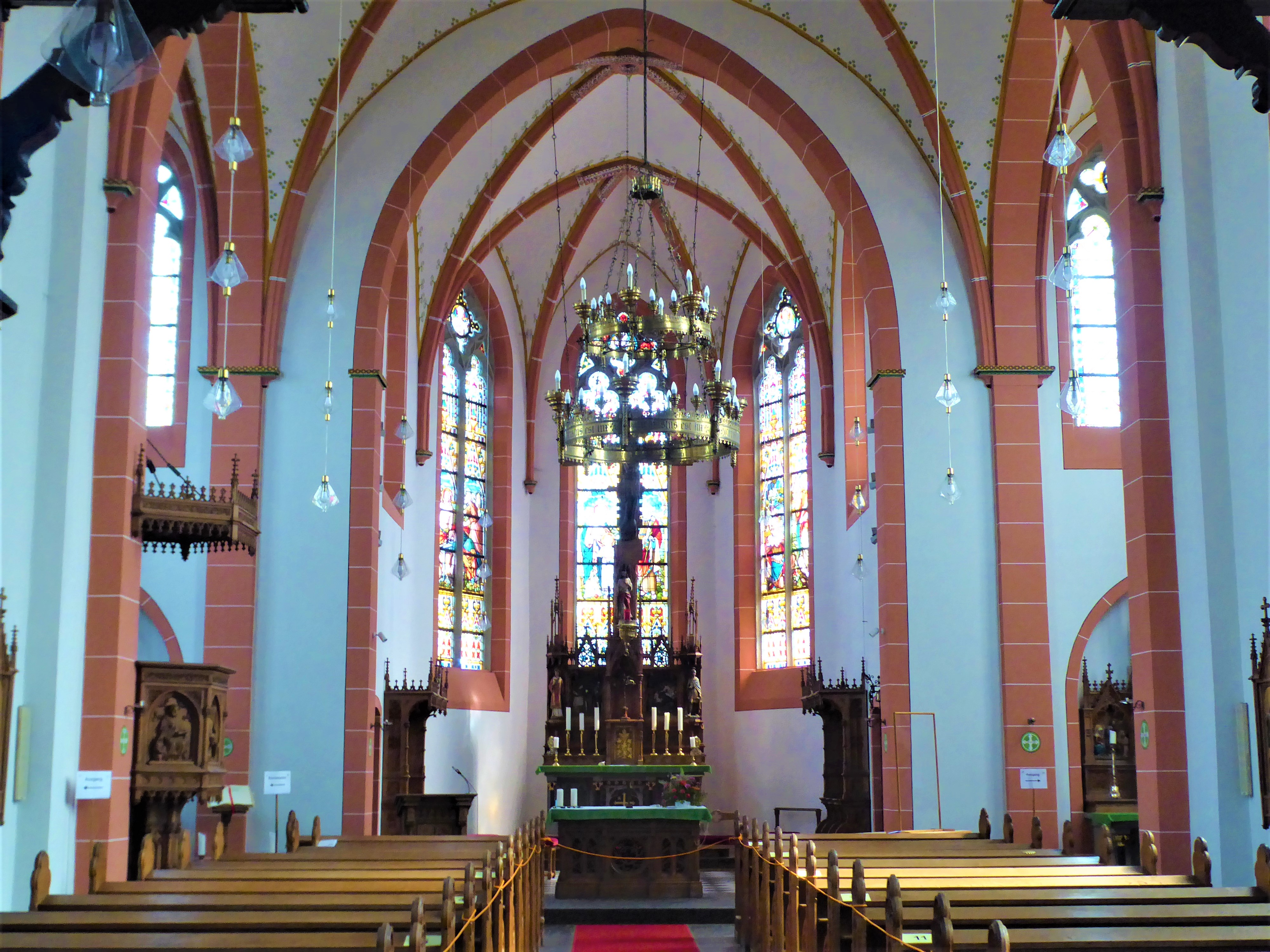
Inneres Richtung Chor

Die römisch-katholische Pfarrkirche St. Laurentius ist ein denkmalgeschütztes Kirchengebäude in Büsdorf, einem Stadtteil von Bergheim im Rhein-Erft-Kreis (Nordrhein-Westfalen).

## Geschichte und Architektur
Die Ursprünge der Kirche lassen sich bis in das zehnte Jahrhundert nachweisen. Der Erzbischof Wichfried von Köln schenkte im Juli 927 dem Kölner Stift St. Ursula eine Kirche mit zugehörigem Land aus seinem Eigenbesitz in boziliesthorpe (Büsdorf). Die Äbtissin hatte bis zur Aufhebung des Stiftes in 1802 das Kirchenpatronat inne. Büsdorf hat seit 1772 den Hl. Donatus als zweiten Pfarrpatron. Vorgängerkirche war bis zum Ende des 19. Jahrhunderts eine kleine romanische Kirche, die auf dem Friedhof stand. Wegen Baufälligkeit musste sie abgebrochen werden.
Der  kreuzförmige, neugotische Backsteinbau mit einem Chor von einem Joch im 5/8 Schluss wurde von 1894 bis 1895 nach den Plänen des Kölner Architekten Theodor Roß errichtet. Der im Obergeschoss in ein Achteck überführte Westturm ist vorgesetzt. Die Weihe der Kirche erfolgte am 13. Oktober 1895. Bei einer umfassenden Renovierung wurden 1990 die einsturzgefährdeten Gewölbe verändert und erneuert. Der einschiffige Bau ist 32 Meter lang, die Grundfarbe der Wände ist weiß, die Fenstergewände, Gewölberippen und Gurtbögen sind in sandsteinrot gehalten.

## Ausstattung
- Aus dem Vorgängerbau stammt ein Kruzifix aus Holz vom dritten Viertel des elften Jahrhunderts. Die ursprüngliche Fassung wurde abgelaugt, das Kreuz wurde verkürzt. Es handelt sich um ein bedeutendes Bildwerk aus salischer Zeit, in der Nachfolge des ottonischen Gerokreuzes im Kölner Dom. Es ist wohl in jüngerer Zeit, möglicherweise aus dem Ursulastift in die Kirche gelangt.
- Der Hochaltar zeigt Szenen aus dem Leben Abrahams und die beiden Pfarrpatrone. Die Herz-Jesu Darstellung vermittelt eine früher weit verbreitete Frömmigkeitsdarstellung.
- Die Chorstühle, der Beichtstuhl und der Predigtstuhl sind in neugotischen Formen gehalten. Sie wurden in einer Aachener Werkstatt geschaffen.
- Der Zelebrationsaltar steht vor dem Hochaltar, er wurde in neuerer Zeit aus dem Holz der ehemaligen Kommunionbank geschnitzt.
- Das Taufbecken aus Marmor wurde 1867 noch für die Vorgängerkirche gestiftet
- Der Messingleuchter vom 19. Jahrhundert trägt die Inschrift Christus est Lux (Christus ist das Licht)
- Die Orgel wurde 1928 von einer Zülpicher Firma eingebaut. Die Orgel trägt die Schrift: Laudate dominum in tympano et chordis, laudate eum in organo et choro (Lobet Gott mit Tamburin und im Saitenspiel, lobet ihn mit Orgelspiel und Gesang).  Seit der Renovierung 1965 ist die Brüstung der Orgelempore farbig gefasst.
- Von 1921 stammt die Gedenktafel für die Gefallenen der beiden Weltkriege. Sie wurde nach 1945 ergänzt
- Der Altar der Mutter Gottes von der immerwährenden Hilfe steht links vom Eingang[2]